# San Rafael (La Unión)
San Rafael è un distretto della Costa Rica facente parte del cantone di La Unión, nella provincia di Cartago.